# Karin Persson
Karin Persson ( Kristianstad, 2 de enero de 1938 - ) es una botánica y fitogeógrafa sueca]. Se desempeñó en el "Departamento de Mejoramiento Vegetal", Svalov, Suecia; y trabajó intensamente en el género Colchicum de la familia Colchicaceae.

## Algunas publicaciones

### Libros
- 1992. Liliaceae III. Nº 170 de Flora Iranica. Ed. Akademische Druck- u. Verlagsanstalt. 40 pp.

## Honores

### Epónimos
- (Asteraceae) Taraxacum perssonii Plaglund ex Sahlin & Soest[1]
- (Plantaginaceae) Plantago perssonii Pilg.[2]

- La abreviatura «K.Perss.» se emplea para indicar a Karin Persson como autoridad en la descripción y clasificación científica de los vegetales.[3]